# Sayume Okuda

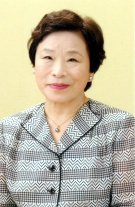
Sayume Okuda (2020)

Sayume Okuda (japanisch 奥田 小由女, Okuda Sayume; geb. 26. November 1936 in Sakai (Präfektur Osaka)) ist eine japanische Puppenherstellerin.

## Leben und Werk
Sayume Okuda entschloss sich nach ihrem Schulabschluss 1955 eine Ausbildung als Puppen-Herstellerin zu machen. 1988 konnte sie zum ersten Mal ihre Werke auf der Ausstellungsreihe der „Kōfūkai“ (光風会) zeigen. Ab 1967 stellte sie auch auf der „Nitten“ aus, außerdem auch auf der „Nihon gendai kōgei bijutsu-ten“ (日本現代工芸美術展). 1972 wurde sie auf der Nitten prämiert und wurde in dem Jahr Mitglied der „Kōfūkai“. 1977 erhielt sie den „Sugiura Hisui Gedenkpreis“ (杉浦非水記念賞) und 1990 den Preis der Akademie der Künste. Sie übernahm einen leitenden Posten im Veranstaltergremium der Nitten und wurde schließlich deren Vorsitzende.
2008 wurde Okuda als Person mit besonderen kulturellen Verdiensten geehrt und 2020 mit dem Kulturorden ausgezeichnet. Da ihr Mann, der Maler Okuda Gensō, bereits mit dem Kulturorden ausgezeichnet worden war, sind beide das erste Ehepaar, dem diese Ehre zuteilwurde.
2008 wurde in Miyoshi das „Okuda Genso-Sayume Kunstmuseum“ (奥田元宋・小由女美術館が開館, Okuda Genso-Sayume bijutsukan) für ihren Mann und für sie eröffnet.